# یان نووتا
یان نووتا (انگلیسی: Ján Novota؛ زادهٔ ۲۹ نوامبر ۱۹۸۳) بازیکن فوتبال اهل اسلواکی است.
از باشگاه‌هایی که در آن بازی کرده‌است می‌توان به باشگاه فوتبال راپید وین و باشگاه فوتبال داک ۱۹۰۴ دونایسکا استردا اشاره کرد.
وی همچنین در تیم ملی فوتبال اسلواکی بازی کرده‌است.